# Riforma di misure e pesi nel Regno di Sardegna (1818)
Con la restaurazione nel Regno di Sardegna si tornò alle unità di misura in uso prima dell'introduzione del sistema metrico decimale.
Nel 1816 la Regia Camera dei Conti inviò una richiesta all'Accademia delle Scienze di Torino per avere indicazioni su quali fossero le basi su cui fondare le unità di misura ufficiali del Regno e per avere istruzioni per la loro realizzazione.
Il parere dell'Accademia, presentato da Prospero Balbo il 30 aprile 1816, consigliò di utilizzare un piede piemontese, apportando una minima alterazione al piede liprando, in modo da renderlo uguale a 1/19.440.000 del quarto del meridiano medio terrestre. Avrebbe così mantenuto la propria identità locale e avrebbe avuto un rapporto preciso con il metro francese.
Tutte le unità di misura sarebbero state legate a tale nuovo piede.
La proposta fu approvata dalla Regia Camera dei Conti e con deliberazione del 4 luglio 1818 vennero aggiornati i campioni ufficiali di trabucco, libbra, emina e brenta.

## Unità di misura adottate

### Misure di lunghezza
| Nome     | Nome    | Nome     | Nome                        | Nome                        | Nome                        | Nome                        | Valore   | Valore |
| -------- | ------- | -------- | --------------------------- | --------------------------- | --------------------------- | --------------------------- | -------- | ------ |
| Posta    |         |          |                             |                             |                             |                             |          |        |
| 5        | Miglio  | Miglio   | Miglio                      | Miglio                      | Miglio                      | Miglio                      |          |        |
| 4000     | 800     | Trabucco | Trabucco                    | Trabucco                    | Trabucco                    | Trabucco                    |          |        |
| 24000    | 4800    | 6        | Piede piemontese o liprando | Piede piemontese o liprando | Piede piemontese o liprando | Piede piemontese o liprando | 0,514403 | m      |
| 288000   | 57600   | 72       | 12                          | Oncia                       | Oncia                       | Oncia                       |          |        |
| 3456000  | 691200  | 864      | 144                         | 12                          | Punto                       | Punto                       |          |        |
| 41472000 | 8294400 | 10368    | 1728                        | 144                         | 12                          | Atomo                       |          |        |

### Misure di superficie
| Nome     | Nome     | Nome              | Nome              | Valore    | Valore |
| -------- | -------- | ----------------- | ----------------- | --------- | ------ |
| Giornata | Giornata | Giornata          | Giornata          | 3810,3948 | m²     |
| 100      | Tavola   | Tavola            | Tavola            |           |        |
| 400      | 4        | Trabucco quadrato | Trabucco quadrato |           |        |
| 14400    | 144      | 36                | Piede quadrato    |           |        |

### Misure di volume
| Nome          | Nome          | Valore    | Valore |
| ------------- | ------------- | --------- | ------ |
| Trabucco cubo | Trabucco cubo | 29401,194 | L      |
| 216           | Piede cubo    |           |        |

### Misure di capacità per gli aridi
| Nome  | Nome  | Nome  | Nome        | Nome        | Valore    | Valore |
| ----- | ----- | ----- | ----------- | ----------- | --------- | ------ |
| Sacco |       |       |             |             |           |        |
| 5     | Emina | Emina | Emina       | Emina       | 23,054986 | L      |
| 40    | 8     | Coppo | Coppo       | Coppo       |           |        |
| 80    | 16    | 2     | Mezzo coppo | Mezzo coppo |           |        |
| 1920  | 384   | 48    | 24          | Cucchiaio   |           |        |

Il volume dell'emina fu reso pari a quello di 750 once di peso di acqua distillata.

### Misure di capacità per i liquidi
| Nome   | Nome   | Valore    | Valore |
| ------ | ------ | --------- | ------ |
| Brenta | Brenta | 49,306931 | L      |
| 36     | Pinta  |           |        |

Il volume della brenta fu reso pari a quello di 1604 once di peso di acqua distillata.

### Pesi
Venne stabilita l'equivalenza tra il volume di 64 once cube e il peso di 164 once d'acqua distillata.
| Nome    | Nome   | Nome   | Nome   | Nome   | Nome   | Nome     | Valore  | Valore |
| ------- | ------ | ------ | ------ | ------ | ------ | -------- | ------- | ------ |
| Rubbo   |        |        |        |        |        |          |         |        |
| 25      | Libbra | Libbra | Libbra | Libbra | Libbra | Libbra   | 368,880 | g      |
| 300     | 12     | Oncia  | Oncia  | Oncia  | Oncia  | Oncia    |         |        |
| 2400    | 96     | 8      | Ottavo | Ottavo | Ottavo | Ottavo   |         |        |
| 7200    | 288    | 24     | 3      | Denaro | Denaro | Denaro   |         |        |
| 172800  | 6912   | 576    | 72     | 24     | Grano  | Grano    |         |        |
| 4147200 | 165888 | 13824  | 1728   | 576    | 24     | Granotto |         |        |

| Nome  | Nome  | Valore  | Valore |
| ----- | ----- | ------- | ------ |
| Marco |       |         |        |
| 8     | Oncia | 245,920 | g      |

| Nome          | Nome                      | Nome                      | Nome                      | Nome                      | Valore  | Valore | Note           |
| ------------- | ------------------------- | ------------------------- | ------------------------- | ------------------------- | ------- | ------ | -------------- |
| Libbra medica | Libbra medica             | Libbra medica             | Libbra medica             | Libbra medica             | 307,400 | g      | pari a 10 once |
| 12            | Oncia della libbra medica | Oncia della libbra medica | Oncia della libbra medica | Oncia della libbra medica |         |        |                |
| 96            | 8                         | Dramma                    | Dramma                    | Dramma                    |         |        |                |
| 288           | 24                        | 3                         | Scrupolo                  | Scrupolo                  |         |        |                |
| 5760          | 480                       | 60                        | 20                        | Grano                     |         |        |                |